# Estación Cerrillos
Cerrillos es una estación ferroviaria ubicada en la localidad homónima, departamento homónimo, Provincia de Salta, República Argentina.

## Historia
En febrero de 2021, se hicieron las primeras pruebas para la extensión del servicio regional de pasajeros desde Salta y Güemes.
El viernes de 16 de abril de 2021, se había anunciado la extensión de servicio Regional Salta siendo el primer servicio hacia Campo Quijano. Este debió suspenderse sobre la hora.
Para el día 9 de julio de 2021, comenzaron a funcionar los primeros servicios de la extensión del servicio regional Salta, siendo Cerrillos una estación intermedia.

## Reconocimientos
En 2019 fue declarada Bien de interés industrial nacional.

## Servicios
Se encuentra actualmente con operaciones de pasajeros, para el servicio regional Salta.
Sus vías corresponden al Ramal C13 del Ferrocarril General Belgrano.